# FC Bayern München AG
Az FC Bayern München AG az FC Bayern München sportegyesületének gazdasági társasága. A gazdasági társaság 2001. december 21-én alapult meg. 2002. február 14-én a kilépett az egyesületből és az FC Bayern München leányvállalataként működik. A sportegyesület döntéseit közösen határozzák meg.

## Alapítás

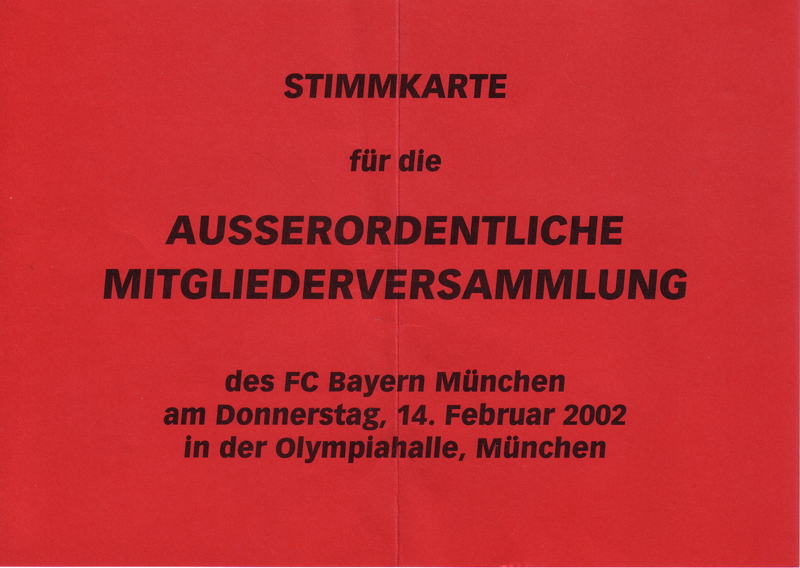
A 2002-es rendkívüli taggyűlés meghívója

2001. december 21-én az FC Bayern München vezetői megalapítják az FC Bayern München AG-t, amely az FC Bayern München sportegyesületének részvénytársasága és leányvállalata. Az FC Bayern München AG a FC Bayern Sport-Werbe GmbH, az egyesület 1995-ben alakult gazdasági szerveződési rendszerének szerepét vette át. 2002. február 14-én egy rendkívüli gyűlés ült össze, amin meghatározták, hogy az anyaegyesület, az FC Bayern München e.V. és a gazdasági társaság, az FC Bayern München AG különválik, így a teljes egyesület döntéseit az anyaegyesület és a gazdasági társaság hozza meg.

## Részvények
Az egyesület 75,01%-ban birtokolja részvényeit, a megmaradt részt az Adidas, az Allianz és az Audi AG birtokolja három egyenlő 8,33%-os részvény tulajdonnal. Az anyaegyesület által a gazdasági társaság kétharmadban való birtoklása által a döntéshozást nem engedi át a gazdasági partnerek számára, így megakadályozva azt, hogy más gazdasági partnerek kivásárolják az anyaegyesületet a részvényeiből.

## Vezetőség
| Sportegyesület (FC Bayern München e.V.)   | Sportegyesület (FC Bayern München e.V.)                                     | Sportegyesület (FC Bayern München e.V.) |
| Tagok                                     | Pozíció                                                                     |                                         |
| ----------------------------------------- | --------------------------------------------------------------------------- | --------------------------------------- |
| Karl Hopfner                              | Az FC Bayern München e.V. elnöke és a vezetőség elnöke                      |                                         |
| Rudolf Schels                             | Az FC Bayern München e.V. első alelnöke                                     |                                         |
| Prof. Dr. Dieter Mayer                    | Az FC Bayern München e.V. második alelnöke                                  |                                         |
| Herbert Hainer                            | Az Adidas AG elnöke                                                         |                                         |
| Rupert Stadler                            | Az Audi AG elnöke                                                           |                                         |
| Helmut Markwort                           | A FOCUS Magazine riportere                                                  |                                         |
| Dieter Rampl                              | Az UniCredit Bank AG felügyelőbizottságának elnöke                          |                                         |
| Dr. Edmund Stoiber                        | Bajorország miniszterelnöke, a sportegyesület felügyelőbizottságának elnöke |                                         |
| Timotheus Höttges                         | A Telekom AG elnöke                                                         |                                         |
| Prof. Dr. Martin Winterkorn               | A Volkswagen AG elnöke                                                      |                                         |
| Gazdasági társaság (FC Bayern München AG) |                                                                             |                                         |
| Tagok                                     | Pozíció                                                                     |                                         |
| Karl-Heinz Rummenigge                     | A gazdasági társaság elnöke és a végrehajtó testület elnöke                 |                                         |
| Jan-Christian Dreesen                     | Gazdasági igazgató                                                          |                                         |
| Matthias Sammer                           | Sportigazgató                                                               |                                         |
| Andreas Jung                              | Marketingigazgató                                                           |                                         |
| Jörg Wacker                               | Stratégiai igazgató                                                         |                                         |

## Teljesítmény
| Szezon    | Tőke            | Nyereség       | Fizetés      |
| --------- | --------------- | -------------- | ------------ |
| 1998/1999 | 127,7 mio. euró | 12,3 mio. euró |              |
| 1999/2000 | 144,7 mio. euró | 8,7 mio. euró  |              |
| 2000/2001 | 173,2 mio. euró | 16,5 mio. euró |              |
| 2001/2002 | 176,0 mio. euró | 9,8 mio. euró  |              |
| 2002/2003 | 162,7 mio. euró | 0,4 mio. euró  | 46 mio. euró |
| 2003/2004 | 166,3 mio. euró | 3,4 mio. euró  | 50 mio. euró |
| 2004/2005 | 189,5 mio. euró | 6,6 mio. euró  | 60 mio. euró |
| 2005/2006 | 204,7 mio. euró | 4,8 mio. euró  | 60 mio. euró |
| 2006/2007 | 225,8 mio. euró | 18,9 mio. euró | 84 mio. euró |
| 2007/2008 | 286,8 mio. euró | 2,1 mio. euró  |              |
| 2008/2009 | 268,7 mio. euró | 2,5 mio. euró  |              |
| 2009/2010 | 312,0 mio. euró | 2,9 mio. euró  |              |
| 2010/2011 | 290,9 mio. euró | 1,3 mio. euró  |              |
| 2011/2012 | 332,2 mio. euró | 11,1 mio. euró |              |
| 2012/2013 | 393,9 mio. euró | 14,0 mio. euró |              |
| 2013/2014 | 528 mio. euró * | 16,5 mio. euró |              |

(* Az Allianz Arena kölcsöne kifizetve.)